# Del universo

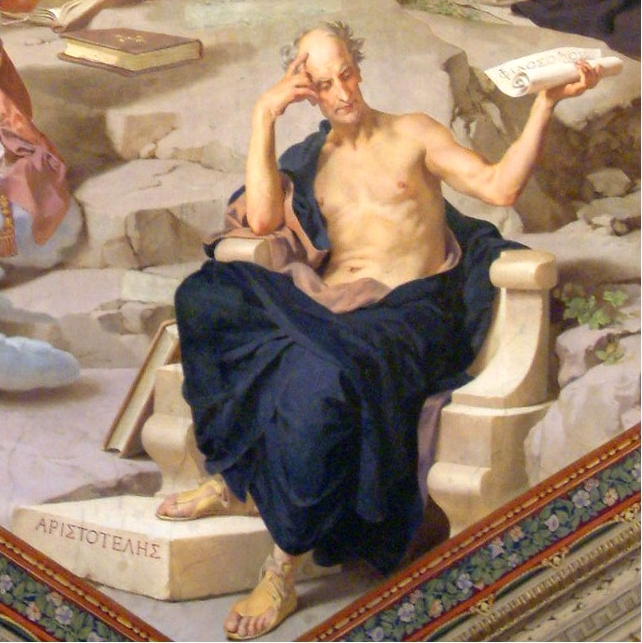
Un pseudo-artistóteles era el nombre que le daban a los autores que se hacían pasar por el mismo o imitaban su obra.

De mundo (griego: Περὶ Κόσμου), conocido en español como Del universo, es el trabajo de un autor desconocido que se atribuyó a Aristóteles. Debido a esto, al autor se lo conoce como un Pseudo-Aristóteles, posiblemente Posidonio. La fecha de la obra es incierta; se ha argumentado que fue compuesta antes del año 250 a. C., entre el 350 y el 200 a. C. o entre 50 a. C. y el 100 d. C. Se ha encontrado bajo la numeración de Bekker. No debe confundirse con Sobre el cielo, en griego: Περὶ οὐρανοῦ.

## Visión general
De mundo es un libro de filosofía popular, mezcla de auténtica doctrina aristotélica y de filosofía de origen estoico. Discute temas cosmológicos (capítulo 2) y meteorológicos (capítulo 4).
Después de su publicación original en griego, el trabajo fue traducido al latín por Apuleyo, en siríaco por Sergio de Reshaina y tres versiones árabes distintas.
Wilhelm Capelle (Neue Jahrbücher, 1905), rastreó la mayoría de las doctrinas a Posidonio.